# Thaísa Menezes
Thaísa Daher de Menezes (* 15. Mai 1987 in Rio de Janeiro) ist eine brasilianische Volleyballspielerin. Bei den Olympischen Spielen 2008 und 2012 gewann sie die Goldmedaille.

## Karriere
Menezes begann ihre Karriere 2001 beim Tijuca Tênis Clube. Nach einem Jahr ging sie zum Minas Tênis Clube. 2003 und 2005 wurde die Mittelblockerin mit dem brasilianischen Nachwuchs U-20-Weltmeisterin. 2005 debütierte sie außerdem in der A-Nationalmannschaft. Im gleichen Jahr wechselte sie zum Rio de Janeiro VC. Mit dem neuen Verein gewann sie 2006 die brasilianische Meisterschaft sowie 2007 und 2008 das Double in der Liga und im Pokal. International siegte sie 2006 im Grand Prix. 2007 folgten der Sieg in der Südamerikameisterschaft und die zweiten Plätze bei den Panamerikanischen Spielen und im World Cup. Nach dem erneuten Sieg beim Grand Prix 2008 nahm Menezes am olympischen Turnier in Peking teil und gewann mit Brasilien die Goldmedaille. Anschließend wechselte die Mittelblockerin zum Osasco Voleibol Clube. Die Nationalmannschaft verteidigte 2009 erfolgreich den Titel bei der kontinentalen Meisterschaft. 2010 wurde Menezes mit dem Verein Meister und erreichte mit Brasilien die Endspiele des Grand Prix und der Weltmeisterschaft. Im nächsten Grand Prix reichte es erneut zum zweiten Platz, aber die Brasilianerinnen siegten bei der Südamerikameisterschaft und den Panamerikanischen Spielen 2011. Ein Jahr später war Osasco wieder in der Liga erfolgreich. Nach der Finalniederlage im Grand Prix nahm Menezes in London zum zweiten Mal an den Olympischen Spielen teil und gewann mit Brasilien wieder Gold. Nach dem fünften Rang in Rio 2016 mit der Nationalmannschaft ihres Heimatlandes nahm die inzwischen Siebenunddreißigjährige auch an den Olympischen Spielen 2024 in Paris teil und holte die Bronzemedaille.